# سبنسر هاولي
سبنسر هاولي (بالإنجليزية: Spencer Hawley)‏ هو سياسي أمريكي، ولد في 18 أبريل 1953 في أرمور في الولايات المتحدة. حزبياً، نشط في الحزب الديمقراطي. وقد انتخب عضو داكوتا الجنوبية البيت النواب.